# Phelister balzanii
Phelister balzanii är en skalbaggsart som beskrevs av Schmidt 1889. Phelister balzanii ingår i släktet Phelister och familjen stumpbaggar. Inga underarter finns listade i Catalogue of Life.